# خرمال أسود الخشب
خرمال أسود الخشب أو ديوسبير أسود الخشب (الاسم العلمي:Diospyros melanoxylon) هو نوع من النباتات يتبع جنس الخرمال من الفصيلة الأبنوسية.